# 花旗集团大厦
花旗集团大厦是中国上海浦东新区陸家嘴金融貿易區花園石橋路33號的一幢180米42层楼高的摩天大楼，於2005年建成。總建築面積12萬平方米。它是花旗中国的总部大楼，也是陸家嘴金融貿易區繼匯豐大廈後第二幢以大型跨國金融集團名稱冠名的大樓。

## 电梯配置
上海花旗集团大厦电梯配置列表（一律采用三菱升降机）
- No. 1-6（6部来往26/F-40/F之电梯）：1-4、26、28-40
- No. 7-12（6部来往13/F-26/F之电梯）：1-4、13-26
- No. 13-16（4部来往5/F-13/F之电梯）：1-13
- No. 17-18（2部停车场专用电梯）：B3-B1、1-3
- No. 20（1部裙楼商业专用电梯）：1-3
- No. 21（1部大型载货电梯）：B3-B1、1-40、P1
- No. 22（1部行政人员专用电梯）：B3-B1、1-40、P1
- No. 23（1部裙楼商业大型载货电梯）：B1、1-3
- No. 24（1部裙楼商业消防及服务电梯）：B1、1-4